# مقاطعة بردعة
مقاطعة بردعة (بالأذرية: Bərdə rayonu)‏ هي إحدى مقاطعات أذربيجان. يقدر عدد سكانها بـ 129,600 نسمة ومساحتها 960 كم2 . مقرها مدينة بردعة.